# Sepp Ranner
Josef „Sepp“ Ranner (* 10. November 1939 in Mitterham, heute zu Bad Aibling, Landkreis Rosenheim) ist ein ehemaliger deutscher Landwirtefunktionär und Politiker (CSU).

## Beruf
Ranner besuchte die Volksschule, die Landwirtschaftliche Berufsschule, eine zweisemestrige Fachschule und die Landvolkhochschule. Seine Ausbildung schloss er als Landwirtschaftsmeister ab.

## Partei- und Verbandspolitik
Ranner trat 1975 der CSU bei und sitzt für diese seit 1984 im Kreistag von Rosenheim und seit 1990 im Stadtrat von Bad Aibling. In den Jahren 1990 bis 2008 war er außerdem Abgeordneter im Bayerischen Landtag (Stimmkreis Rosenheim-West), dort zuletzt als Mitglied des Ältestenrates und der Ausschüsse für Landwirtschaft und Forsten sowie für Bundes- und Europaangelegenheiten.
Im Zusammenhang mit dem Kruzifix-Beschluss und dem von Ministerpräsident Edmund Stoiber dagegen angekündigten Widerstand drohte er den Richtern des Bundesverfassungsgerichtes mit dem Einsatz von Dreschflegeln, sollten sie kommen und Schulkreuze abnehmen.
Ranner ist seit 1987 Rosenheimer Bauernverbands-Kreisobmann, seit 1994 2. Vorstand des Hagelforschungsvereins Rosenheim, seit 1998 Vizepräsident des Verbandes der Deutschen Milchwirtschaft, seit 1999 1. Vorstand des Kulturfördervereins Mangfalltal in Maxlrain und seit Juni 2001 Vorsitzender des Landeskuratoriums der Erzeugerringe für tierische Veredelung in Bayern e.V. Ranner ist Träger des Bayerischen Verdienstordens.

## Privates
Ranner ist römisch-katholisch, verheiratet, hat vier Kinder und lebt in Mitterham.